# Анжевин Оберлен
Анжевин Оберлен (на френски: Madeleine Angevine Oberlin) е десертен сорт грозде, отглеждан в България основно в района на Варненско. Родовит сорт – всяка лоза дава около 3 кг грозде.
Гроздовете са средно годеми до големи, конични, разклонени и рехави. Зърната са средно едри, продълговати, тревисто зеленикаво-бели, със загар на огряната от слънцето страна. Кожицата е тънка, месото е сочно и сладко, без аромат.
Гроздето не е издръжливо на лагеруване, съхраняване и дълъг транспорт. Може да се засажда в по-високи райони и около курортните центрове.